# 南马厂街道
南马厂街道，是中华人民共和国江苏省淮安市清江浦区下辖的一个乡镇级行政单位。2018年12月1日，撤销南马厂乡，设立南马厂街道。以原南马厂乡所辖区域为南马厂街道行政区域，街道办事处驻王高村境内，办公地址为内湖路82号。区划代码改为320899003。

## 行政区划
南马厂街道下辖以下地区：
马厂村、王高村、三联村、桂码村、李席村、东邱村、郎颜村和徐码村。